# Liste der Lokomotiv- und Triebwagenbaureihen der ČD

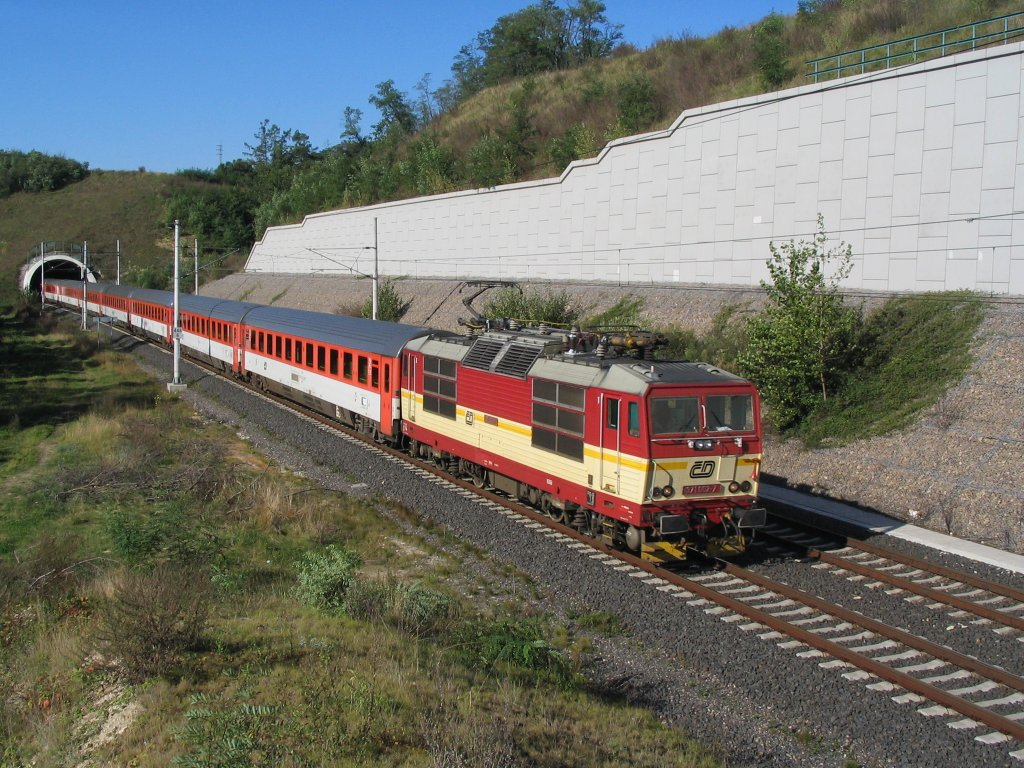
Zweisystemlokomotive Baureihe 371 mit EC bei Mlčechvosty

Diese Liste bietet eine Übersicht über die Triebfahrzeug-Baureihen des staatlichen tschechischen Eisenbahnverkehrsunternehmens České dráhy (ČD). Enthalten sind auch die Fahrzeuge des Tochterunternehmens ČD Cargo (ČDC). Ausgemusterte Baureihen sind grau unterlegt.

## Elektrische Lokomotiven für Gleichstrom
| Baureihe | Bild | Herkunft       | Hersteller  | Baujahr   | Ausmusterung | Achsfolge | Spannung | Anmerkungen                                                   |
| -------- | ---- | -------------- | ----------- | --------- | ------------ | --------- | -------- | ------------------------------------------------------------- |
| 100      |      | ČSD E 422.0    | Škoda Plzeň | 1956–1957 | 2005         | Bo’Bo’    | 1,5 kV   | Gepäcktriebwagen                                              |
| 110      |      | ČSD E 458.0    | Škoda Plzeň | 1971–1973 |              | Bo’Bo’    | 3 kV     |                                                               |
| 110.1    |      | ČD 110         | Škoda Plzeň | 1996      | (2004)       | Bo’Bo’    | 1,5 kV   | Umbau aus 110 018 und 047                                     |
| 110.2    |      | ČD 113         | Škoda Plzeň | 2004      | 2010         | Bo’Bo’    | 3 kV     | Umbau aus 113 005 und 006                                     |
| 111      |      | ČSD E 458.1    | Škoda Plzeň | 1981–1982 | -            | Bo’Bo’    | 3 kV     |                                                               |
| 112      |      | ČSD E 457.0    | Škoda Plzeň | 1979      | 1996         | Bo’Bo’    | 3 kV     | Prototyp                                                      |
| 113      |      | ČSD E 426.0    | Škoda Plzeň | 1973      |              | Bo’Bo’    | 1,5 kV   |                                                               |
| 121      |      | ČSD E 469.1    | Škoda Plzeň | 1960      | 2006         | Bo’Bo’    | 3 kV     |                                                               |
| 122      |      | ČSD E 469.2    | Škoda Plzeň | 1967      | -            | Bo’Bo’    | 3 kV     |                                                               |
| 123      |      | ČSD E 469.3    | Škoda Plzeň | 1971      | -            | Bo’Bo’    | 3 kV     |                                                               |
| 124.6    |      | ČSD E 469.3030 | Škoda Plzeň | 1972      | -            | Bo’Bo’    | 3 kV     | Prototyp                                                      |
| 130      |      | ČSD E 479.0    | Škoda Plzeň | 1977      | -            | Bo’Bo’    | 3 kV     |                                                               |
| 140      |      | ČSD E 499.0    | Škoda Plzeň | 1953–1958 | -            | Bo’Bo’    | 3 kV     |                                                               |
| 141      |      | ČSD E 499.1    | Škoda Plzeň | 1957–1960 | -            | Bo’Bo’    | 3 kV     |                                                               |
| 150      |      | ČSD E 499.2    | Škoda Plzeň | 1978      | -            | Bo’Bo’    | 3 kV     |                                                               |
| 151      |      | ČD 150         | Škoda Plzeň | 1996–2002 | -            | Bo’Bo’    | 3 kV     | modernisierte Baureihe 150 mit 160 km/h Höchstgeschwindigkeit |
| 162      |      | ČSD E 499.3    | Škoda Plzeň | 1991      | -            | Bo’Bo’    | 3 kV     |                                                               |
| 163      |      | ČSD E 499.3    | Škoda Plzeň | 1984–1992 | -            | Bo’Bo’    | 3 kV     |                                                               |
| 169      |      | ČSD E 499.5    | Škoda Plzeň | 1987      | 1997         | Bo’Bo’    | 3 kV     | Prototyp im Eigentum des Herstellers                          |
| 180      |      | ČSD E 669.0    | Škoda Plzeň | 1958–1959 | 1996         | Co’Co’    | 3 kV     | Prototyp                                                      |
| 181      |      | ČSD E 669.1    | Škoda Plzeň | 1961–1962 | -            | Co’Co’    | 3 kV     |                                                               |
| 182      |      | ČSD E 669.2    | Škoda Plzeň | 1963–1965 | 2005         | Co’Co’    | 3 kV     |                                                               |

## Elektrische Lokomotiven für Wechselstrom 25 kV/50 Hz
| Baureihe | Bild | Herkunft            | Hersteller  | Baujahr      | Ausmusterung | Achsfolge | Anmerkungen                                                    |
| -------- | ---- | ------------------- | ----------- | ------------ | ------------ | --------- | -------------------------------------------------------------- |
| 209      |      | ČSD S 458.0001      | Škoda Plzeň | 1972         | vor 2006     | Bo’Bo’    | Modernisierung und Umzeichnung 1990                            |
| 210      |      | ČSD S 458.0         | Škoda Plzeň | 1972–1983    |              | Bo’Bo’    |                                                                |
| 218      |      | ČSD S 458.0         | Škoda Plzeň | 2008 (Umbau) |              | Bo’Bo’    | Rekonstruktion aus Baureihe 210, Prototyp mit Hilfsdieselmotor |
| 230      |      | ČSD S 489.0         | Škoda Plzeň | 1966–1967    |              | Bo’Bo’    |                                                                |
| 240      |      | ČSD S 499.0 S 499.1 | Škoda Plzeň | 1968–1970    |              | Bo’Bo’    |                                                                |
| 242      |      | ČSD S 499.02        | Škoda Plzeň | 1975–1981    |              | Bo’Bo’    |                                                                |
| 263      |      | ČSD S 499.2         | Škoda Plzeň | 1985         |              | Bo’Bo’    | Prototypen; zehn Serienmaschinen bei der ZSSK                  |

## Elektrische Lokomotiven mit Mehrsystemausrüstung
| Baureihe | Bild | Herkunft            | Hersteller                       | Baujahr           | Ausmusterung | Achsfolge | Stromsysteme                   | Anmerkungen                                                              |
| -------- | ---- | ------------------- | -------------------------------- | ----------------- | ------------ | --------- | ------------------------------ | ------------------------------------------------------------------------ |
| 1216     |      | RTS bzw. WLC        | Siemens Mobility                 | 2007, 2008, 2010  |              | Bo’Bo’    | 25kV 50 Hz~ 15kV/16,7 Hz~ 3kV= | 2019 bzw. 2021 gebraucht erworben                                        |
| 340      |      | ČD 240              | Škoda Plzeň                      | 2004 (Umbau)      |              | Bo’Bo’    | 25 kV 50 Hz~ 15 kV/16,7 Hz~    | Umbau aus Baureihe 240                                                   |
| 362      |      | ČSD ES 499.1        | Škoda Plzeň                      | 1993–2010 (Umbau) |              | Bo’Bo’    | 25 kV 50 Hz~ 3 kV=             | Umbau aus Baureihe 363 (Erhöhung der Höchstgeschwindigkeit auf 140 km/h) |
| 363      |      | ČSD ES 499.1        | Škoda Plzeň                      | 1980–1990         |              | Bo’Bo’    | 25 kV 50 Hz~ 3 kV=             |                                                                          |
| 363.5    |      | ČSD ES 499.1 ČD 163 | Škoda Plzeň                      | 2010–2012 (Umbau) |              | Bo’Bo’    | 25kV 50 Hz~ 3 kV=              | Umbau aus Baureihe 163, für ČD Cargo                                     |
| 371      |      | ČSD 372 DB 180      | Škoda Plzeň                      | 1996–2001 (Umbau) |              | Bo’Bo’    | 15 kV 16,7 Hz~ 3 kV=           | Umbau aus Baureihe 372 (Erhöhung der Höchstgeschwindigkeit auf 160 km/h) |
| 372      |      | ČSD 372             | Škoda Plzeň                      | 1988–1991         |              | Bo’Bo’    | 15 kV 16,7 Hz~ 3 kV=           | baugleich mit DB-Baureihe 180, für ČD Cargo                              |
| 380      |      | -                   | Škoda Plzeň                      | 2008–2011         |              | Bo’Bo’    | 25kV 50 Hz~ 15kV/16,7 Hz~ 3kV= |                                                                          |
| 383      |      | -                   | Siemens Mobility                 | 2016              |              | Bo’Bo’    | 25kV 50 Hz~ 15kV/16,7 Hz~ 3kV= | für ČD Cargo                                                             |
| 388      |      | -                   | Bombardier Transportation Alstom | seit 2019         |              | Bo’Bo’    | 25kV 50 Hz~ 15kV/16,7 Hz~ 3kV= | für ČD Cargo                                                             |

## Elektrische Triebwagen für 3 kV Gleichstrom
| Baureihe | Bild | Herkunft     | Hersteller                     | Baujahr   | Ausmusterung               | Achsfolge                    | Anmerkungen                                                  |
| -------- | ---- | ------------ | ------------------------------ | --------- | -------------------------- | ---------------------------- | ------------------------------------------------------------ |
| 440      |      | -            | Škoda Vagonka                  | 2012–2014 | 2021–2022 (Umbau zu 640.1) | Bo’2’+Bo’2’+2’Bo’            | „RegioPanter“, dreiteilig, Ergänzung des Wechselstrombetrieb |
| 451      |      | ČSD EM 475.0 | Vagonka Studénka               | 1964–1968 | bis 2019                   | Bo’Bo’+2’2’+2’2’+Bo’Bo’      |                                                              |
| 452      |      | ČSD EM 475.2 | Vagonka Studénka               | 1972–1973 | bis 2019                   | Bo’Bo’+2’2’+2’2’+Bo’Bo’      |                                                              |
| 460      |      | ČSD EM 488.0 | Vagonka Studénka               | 1971–1978 |                            | Bo’Bo’+2’2’+2’2’+2’2’+Bo’Bo’ |                                                              |
| 470      |      | ČSD 470      | Vagonka Studénka               | 1991      | 2009                       | Bo’Bo’+2’2’+2’2’+2’2’+Bo’Bo’ | Prototypen                                                   |
| 471      |      |              | Vagonka Studénka Škoda Vagonka | seit 1997 |                            | Bo’Bo’+2’2’+2’2’             | „CityElefant“                                                |

## Elektrische Triebwagen für 25 kV/50 Hz Wechselstrom
| Baureihe | Bild | Herkunft     | Hersteller           | Baujahr   | Ausmusterung | Achsfolge                    | Anmerkungen                   |
| -------- | ---- | ------------ | -------------------- | --------- | ------------ | ---------------------------- | ----------------------------- |
| (550)    |      |              | Škoda Transportation | 2022      | -            | Bo’Bo’+Bo'Bo’                | Eigentümer: Jihomoravský kraj |
| (530)    |      |              | Škoda Transportation | 2022–2023 | -            | Bo'2'+Bo'2'+2'Bo'+2'Bo'      | Eigentümer: Jihomoravský kraj |
| 560      |      | ČSD SM 488.0 | Vagonka Studénka     | 1970–1971 | 2022         | Bo’Bo’+2’2’+2’2’+2’2’+Bo'Bo’ |                               |

## Elektrische Triebwagen mit Mehrsystemausrüstung
| Baureihe | Bild | Herkunft | Hersteller    | Baujahr   | Ausmusterung | Achsfolge                                          | Stromsysteme                      | Anmerkungen                                            |
| -------- | ---- | -------- | ------------- | --------- | ------------ | -------------------------------------------------- | --------------------------------- | ------------------------------------------------------ |
| 640      |      | -        | Škoda Vagonka | seit 2014 | -            | Bo’2’+Bo’2’+2’Bo’                                  | 3 kV= 25 kV 50 Hz~                | „RegioPanter“, dreiteilig                              |
| 650      |      | -        | Škoda Vagonka | seit 2014 | -            | Bo’2’+2’Bo’                                        | 3 kV= 25 kV 50 Hz~                | „RegioPanter“, zweiteilig                              |
| 660      |      | -        | Škoda Vagonka | seit 2015 | -            |                                                    | 3 kV= 25 kV 50 Hz~                | „InterPanter“                                          |
| 680      |      | -        | Alstom        | 2003–2006 | -            | (1A)(A1)+2’2’+(1A)(A1)+2’2’+(1A)(A1)+2’2’+(1A)(A1) | 3 kV= 25 kV 50 Hz~ 15 kV 16,7 Hz~ | „Pendolino“                                            |
| 690      |      | -        | Škoda Vagonka | 2024      | -            | Bo’2’+2’Bo’                                        | 1 kV= 25 kV 50 Hz~                | „RegioPanter“, zweiteilig mit zusätzlichem Akkumulator |

## Diesellokomotiven
| Baureihe | Bild | Herkunft                | Hersteller                         | Baujahr   | Ausmusterung | Achsfolge | Kraftübertragung | Anmerkungen                                                                                   |
| -------- | ---- | ----------------------- | ---------------------------------- | --------- | ------------ | --------- | ---------------- | --------------------------------------------------------------------------------------------- |
| 700      |      | ČSD T 211.0             | ČKD Praha                          | 1957–1962 |              | B         | mechanisch       |                                                                                               |
| 701      |      | ČSD T 211.1             | ČKD Praha                          | 1979–1991 |              | B         | mechanisch       | remotorisierte T 211.0/700                                                                    |
| 702      |      | ČSD T 212.0             | ČKD Praha                          | 1967–1971 |              | B         | mechanisch       |                                                                                               |
| 703      |      | ČSD T 212.1             | ČKD Praha                          | 1969–1979 |              | B         | mechanisch       |                                                                                               |
| 704      |      | -                       | ČKD Praha                          | 1988–1992 |              | Bo        | elektrisch       |                                                                                               |
| 708      |      | -                       | ČKD Praha                          | 1995–1997 |              | Bo        | elektrisch       |                                                                                               |
| 709      |      |                         | ČKD Praha                          | 2006      |              | Bo        |                  |                                                                                               |
| 710      |      | ČSD T 334.0             | ČKD Praha                          | 1961–1966 |              | C         | hydrodynamisch   |                                                                                               |
| 714      |      | ČD 735                  | ČKD Praha                          | 1992–1997 |              | Bo’Bo’    | elektrisch       | Rekonstruktion aus Baureihe 735                                                               |
| 715      |      | ČSD T 426.0             | SGP Wien-Floridsdorf               | 1958–1961 | nach 1993    | D zz      | hydrodynamisch   | Zahnradlokomotive                                                                             |
| 720      |      | ČSD T 435.0             | ČKD Praha                          | 1958–1961 |              | Bo’Bo’    | elektrisch       |                                                                                               |
| 721      |      | ČSD T 458.1             | ČKD Praha                          | 1962–1966 | bis 2000     | Bo’Bo’    | elektrisch       |                                                                                               |
| 725.2    |      | ČSD T 444.02            | Turčianske strojárne Martin        | 1965–1967 |              | B’B’      | hydrodynamisch   | Werkbahntyp T 444.15 für ČSD                                                                  |
| 726      |      | ČSD T 444.1             | Turčianske strojárne Martin        | 1963–1966 |              | B’B’      | hydrodynamisch   |                                                                                               |
| 730      |      | ČSD T 457.0             | ČKD Praha                          | 1978–1988 |              | Bo’Bo’    | elektrisch       |                                                                                               |
| 731      |      | ČSD 731                 | ČKD Praha                          | 1988–1992 |              | Bo’Bo’    | elektrisch       |                                                                                               |
| 735      |      | ČSD T 466.0             | Turčianske strojárne Martin        | 1971–1979 | 2002         | Bo’Bo’    | elektrisch       |                                                                                               |
| 742      |      | ČSD T 466.2             | ČKD Praha                          | 1977–1986 |              | Bo’Bo’    | elektrisch       |                                                                                               |
| 742.7    |      | ČD 742                  | ČKD Praha CZ Loko (Umbau)          | 2022–     |              | Bo’Bo’    | elektrisch       | Umbau aus 742 und 743                                                                         |
| 743      |      | ČSD T 466.3             | ČKD Praha                          | 1987–1988 |              | Bo’Bo’    | elektrisch       | Version der Baureihe 742 mit Steilstreckenzulassung                                           |
| 743.2    |      | ČD 742                  | ČKD Praha CZ Loko (Umbau)          | 2022–     |              | Bo’Bo’    | elektrisch       | Umbau aus 742 und 743                                                                         |
| 744.1    |      |                         | CZ Loko                            | 2019–     |              | Bo’Bo’    | elektrisch       |                                                                                               |
| 749      |      | ČD 751 ČD 752           | ČKD Praha                          | 1992–1996 |              | Bo’Bo’    | elektrisch       | modernisierte Baureihen 751 und 752 mit elektrischer Zugheizung                               |
| 750      |      | ČD 753                  | ČKD Praha                          | 1991–1995 |              | Bo’Bo’    | elektrisch       | Umbau der Baureihe 753 auf elektrische Zugheizung                                             |
| 750.7    |      | ČD 750                  | ČKD Praha                          | 2010–2012 |              | Bo’Bo’    | elektrisch       | Umbau aus Baureihe 750                                                                        |
| 751      |      | ČSD T 478.1 ČSD T 478.2 | ČKD Praha                          | 1964–1971 |              | Bo’Bo’    | elektrisch       |                                                                                               |
| 752      |      | ČSD T 478.2             | ČKD Praha                          | 1969–1970 | 1995         | Bo’Bo’    | elektrisch       | Wie 751 ohne Zugheizung. Nach Umbau in 749, verbliebene 752 Umzeichnung zu 751.3 im Jahr 1995 |
| 753      |      | ČSD T 478.3             | ČKD Praha                          | 1968–1977 |              | Bo’Bo’    | elektrisch       |                                                                                               |
| 753.6    |      | ČSD T 478.3             | ČKD Praha CZ Loko (Umbau)          | 2012–2020 |              | Bo’Bo’    | elektrisch       | Umbau aus Baureihe 753                                                                        |
| 753.7    |      | ČD 753,                 | ČKD Praha ŽOS Česká Třebová(Umbau) |           |              | Bo’Bo’    | elektrisch       | Umbau aus Baureihe 753                                                                        |
| 754      |      | ČSD T 478.4             | ČKD Praha                          | 1978–1980 | -            | Bo’Bo’    | elektrisch       | Wie T 478.3 mit elektrischer Heizeinrichtung und höherer Leistung                             |
| 755      |      | ČD 753                  | ČKD Praha ŽOS Česká Třebová(Umbau) | 2005      |              | Bo’Bo’    | elektrisch       | Rekonstruktion aus Baureihe 753; Prototypen                                                   |
| 759      |      | ČSD T 499.0             | ČKD Praha                          | 1974      | 1994         | Bo’Bo’    | elektrisch       | 759.002 an ČD-Museum                                                                          |
| 770      |      | ČSD T 669.0             | ČKD Praha                          | 1963–1969 |              | Co’Co’    | elektrisch       |                                                                                               |
| 771      |      | ČSD T 669.1             | ČKD Praha                          | 1968–1972 | 2005         | Co’Co’    | elektrisch       | Baureihe 770 mit verbessertem Fahrwerk (Ausgleichshebel)                                      |
| 781      |      | ČSD T 679.1             | ČKD Praha                          | 1966–1979 | 1994         | Co’Co’    | elektrisch       | ČSD-Version des sowjetischen Typs M62, 781.600 an ČD-Museum                                   |
| 794      |      |                         | CZ Loko                            | 2017–2019 |              | Bo’       | elektrisch       |                                                                                               |
| 799      |      | ČD 700 ČD 701 ČD 702    | ČKD Praha ČMKS Jihlava (Umbau)     | 1992–2000 |              | B         | elektrisch       | Hybridlokomotive                                                                              |

### Schmalspurlokomotiven (Spurweite 760 mm)
| Baureihe | Bild | Herkunft   | Hersteller | Baujahr   | Ausmusterung | Achsfolge | Kraftübertragung | Anmerkungen                              |
| -------- | ---- | ---------- | ---------- | --------- | ------------ | --------- | ---------------- | ---------------------------------------- |
| 705.9    |      | ČSD T 47.0 | ČKD Praha  | 1954–1959 | -            | Bo’Bo’    | elektrisch       | für Strecke Třemešná ve Slezsku–Osoblaha |

## Dieseltriebwagen
| Baureihe | Bild | Herkunft     | Hersteller                         | Baujahr           | Ausmusterung | Achsfolge      | Kraftübertragung                                 | Anmerkungen                                                         |
| -------- | ---- | ------------ | ---------------------------------- | ----------------- | ------------ | -------------- | ------------------------------------------------ | ------------------------------------------------------------------- |
| 801      |      | ČSD M 131.1  | Vagonka Studénka Tatra Kopřivnice  | 1948–1956         | nach 1993    | A’1’           | mechanisch (Mylius-Getriebe)                     |                                                                     |
| 809      |      | ČD 810       | Vagonka Studénka Pars Nova (Umbau) | 1994–1996 (Umbau) |              | A’1’           | hydromechanisch (Automatikgetriebe Karosa ŠM 11) | Umbau für schaffnerlosen Betrieb                                    |
| 810      |      | ČSD M 152.0  | Vagonka Studénka                   | 1973–1982         |              | A’1’           | hydromechanisch (Automatikgetriebe Karosa ŠM 11) | „RegioMouse“                                                        |
| 811      |      | ČD 810 0     | Vagonka Studénka Pars Nova (Umbau) | 1997 (Umbau)      |              | A’1’           | hydromechanisch                                  | Prototyp für Rekonstruktion der Baureihe 810                        |
| 812      |      | ČD 810       | Vagonka Studénka Pars Nova (Umbau) | 2001 (Umbau)      | 2019         | A’1’           | hydromechanisch                                  | Prototyp für Rekonstruktion der Baureihe 810                        |
| 814      |      | ČD 810       | Vagonka Studénka Pars Nova (Umbau) | 2005–2012 (Umbau) |              | A’1’+1’1’      | hydromechanisch (Voith-Diwa-Getriebe)            | Rekonstruktion aus Baureihe 810, zweiteilig                         |
| 814.2    |      | ČD 810       | Vagonka Studénka Pars Nova (Umbau) | 2007–2012 (Umbau) |              | A’1’+1’1'+1’A’ | hydromechanisch (Voith-Diwa-Getriebe)            | Rekonstruktion aus Baureihe 810, dreiteilig                         |
| 820      |      | ČSD M 240.0  | Vagonka Studénka                   | 1959–1964         | 2002         | 2’B’           | hydrodynamisch                                   |                                                                     |
| 830      |      | ČSD M 262.0  | Vagonka Studénka                   | 1949–1960         | 2007         | 2’Bo’          | elektrisch                                       |                                                                     |
| 831      |      | ČSD M 262.0  | Vagonka Studénka                   | 1981–1991         | 2010         | 2’Bo’          | elektrisch                                       | remotorisierte M 262.0 / 830                                        |
| 835      |      |              | Metrowagonmasch                    | 2003              | 2005         |                | hydromechanisch (Voith-Diwa-Getriebe)            | Probefahrzeug, 2007 an MÁV                                          |
| 840      |      | -            | Stadler Pankow                     | 2011–2012         |              | B’B’           | hydromechanisch (Voith-Diwa-Getriebe)            | Stadler Regio-Shuttle mit Steilstreckenzulassung                    |
| 841      |      | -            | Stadler Pankow                     | 2011–2012         |              | B’B’           | hydromechanisch (Voith-Diwa-Getriebe)            | Stadler Regio-Shuttle                                               |
| 842      |      | -            | Vagonka Studénka                   | 1989–1994         |              | (1A)(A1)       | hydrodynamisch                                   |                                                                     |
| 843      |      | -            | Vagonka Studénka                   | 1995–1997         |              | Bo’Bo’         | elektrisch                                       |                                                                     |
| 844      |      | -            | PESA                               | 2012–2014         |              | B’2’B’         | hydromechanisch (Voith-Diwa-Getriebe)            | PESA LINK II „RegioShark“                                           |
| 847      |      | -            | PESA                               | seit 2023         |              | B’2’B’         | hydromechanisch                                  | PESA LINK II „RegioFox“                                             |
| 850      |      | ČSD M 286.0  | Vagonka Studénka                   | 1962–1967         | 2012         | B’ 2’          | hydrodynamisch                                   |                                                                     |
| 851      |      | ČSD M 286.1  | Vagonka Studénka                   | 1967–1968         |              | B’2’           | hydrodynamisch                                   | wie Baureihe 850 mit höherer Leistung                               |
| 852      |      | ČSD M 296.2  | Vagonka Studénka                   | 1968–1969         | (2006)       | B’2’           | hydrodynamisch                                   | zu Baureihe 854 umgebaut                                            |
| 853      |      | ČSD M 296.1  | Vagónka Studénka                   | 1969–1970         | (2006)       | B’2’           | hydrodynamisch                                   | zu Baureihe 854 umgebaut                                            |
| 854      |      | ČD 852 / 853 | Vagonka Studénka Pars Nova (Umbau) | 1997–2006 (Umbau) | -            | B’ 2’          | hydrodynamisch                                   | Rekonstruktion der Baureihen 852 und 853                            |
| 860      |      | ČSD M 475.0  | Vagonka Studénka                   | 1974              | 1998         | Bo’Bo’         | elektrisch                                       | Prototypen; 860.001 im Jahr 2007 an Technisches Nationalmuseum Prag |
| 892      |      | ČSD M 153.0  | Vagonka Studénka                   | 1981–1992         | (2003)       | A’1’           | hydromechanisch (Automatikgetriebe Karosa ŠM 11) | Fahrleitungsrevisionstriebwagen; 2003 an SŽDC                       |
| 893      |      | ČSD M 250.0  | Vagonka Studénka                   | 1972              | (2003)       | B’2’           |                                                  | Fahrleitungsrevisionstriebwagen; 2003 an SŽDC                       |